# Himamaylan
Himamaylan é uma cidade de terceira classe de renda da cidade na província Negros Ocidental, nas Filipinas. De acordo com o censo de 1 maio  de  2020 possui uma população de 116 240 pessoas e 28 225 domicílios.